# Freek Heerkens
Freek Heerkens (Heeswijk-Dinther, 13 september 1989) is een Nederlands voetballer die doorgaans als verdediger speelt. Hij verruilde Go Ahead Eagles in 2013 voor Willem II, waar hij in juni 2023 zijn aflopende contract met één jaar verlengde tot medio 2024.

## Clubcarrière

### PSV
Heerkens speelde in de jeugd van VV Heeswijk, voor hij de jeugdopleiding van PSV kwam versterken. Op 23 september 2008 maakte hij zijn debuut voor Jong PSV, waar ook onder meer Jeroen Zoet en Lars Hutten speelden, tegen het grote PSV in de eerste ronde van de KNVB Beker. Hij zat in het seizoen 2009/10 eenmaal op de bank bij het eerste elftal van de beker, op 20 augustus 2009 in de vierde voorronde van de UEFA Europa League tegen Bnei Yehuda Tel Aviv. Hij kwam niet tot speelminuten.

### Go Ahead Eagles
In de zomer van 2010 vertrok Heerkens naar Go Ahead Eagles. Heerkens debuteerde op 16 augustus 2010 in de thuiswedstrijd tegen Sparta Rotterdam in het shirt van Go Ahead. Op 1 oktober van dat jaar maakte hij zijn eerste treffer in het betaald voetbal in de met 8–0 gewonnen wedstrijd tegen FC Dordrecht. In zijn eerste seizoen eindigde hij met Go Ahead als zevende, waarna hij in de eerste ronde van de play-offs om promotie werd uitgeschakeld door FC Den Bosch. Hij kwam zelf tot 28 wedstrijden en drie goals in zijn eerste volledige seizoen. Het seizoen erop werd Go Ahead negende en werd het opnieuw in de eerste ronde van de play-offs uitgeschakeld door FC Den Bosch. Wel werd in de derde ronde van de beker verrassend gewonnen van Feyenoord, waarna RKC Waalwijk in de achtste finale te sterk was. 
Op 22 december 2012 scoorde hij tweemaal in een 2-2 gelijkspel tegen Almere City. Het waren zijn eerste en enige twee competitiegoals van het seizoen 2012/13. Door een zesde plek nam Go Ahead opnieuw deel aan de play-offs, waarin het FC Dordrecht (mede door een goal van Heerkens), VVV-Venlo en FC Volendam uitschakelde, waardoor promotie naar de Eredivisie werd bewerkstelligd. Heerkens ging echter niet mee de Eredivisie in. Hij kwam tot 91 wedstrijden voor Go Ahead Eagles, waarin hij goed was voor negen goals.

### Willem II
Op 13 juni 2013 ondertekende Heerkens een tweejarig contract bij Willem II. Hij maakte zijn debuut voor de Tricolores in de thuiswedstrijd tegen FC Den Bosch op 4 augustus 2013. Dat seizoen speelde hij 28 competitieduels voor Willem II en werd hij kampioen van de Eerste divisie. Zo promoveerde hij voor het tweede achtereenvolgende seizoen naar de hoogste voetbaldivisie in Nederland. Ditmaal bleef Heerkens wel, om op 29 augustus uitgerekend tegen zijn vorige werkgever Go Ahead Eagles zijn debuut te maken in de Eredivisie. Op 12 april 2015 scoorde Heerkens tegen Feyenoord zijn eerste goal voor Willem II. De Tilburgers eindigde knap als negende, maar Heerkens was geen onbetwist basisspeler. Hij speelde 15 wedstrijden in zijn eerste seizoen in de Eredivisie. Hij was vierde keuze achter de andere centrale verdedigers Dries Wuytens, Stijn Wuytens en Jordens Peters.
In het seizoen 2015/16 presteerde Willem II een stuk minder. Het eindigde als zestiende in de Eredivisie, waardoor het nacompetitie moest spelen. Hierin won het eerst van Almere City en kwam het in de finale tegen rivaal NAC Breda te staan. Na een 2-1 nederlaag in de heenwedstrijd, was Heerkens in de finale heel belangrijk door de openingstreffer te maken, waarna Willem II met 3-1 won. In zijn derde seizoen begon Heerkens als basisspeler en kwam hij in veertien van de eerste zeventien wedstrijden in actie. Hij miste echter bijna de gehele tweede seizoenshelft door een buikspierblessure. 
In het seizoen 2017/18 kwam Heerkens voor het eerst sinds 13/14 tot meer dan twintig wedstrijden. Hij werd afwisselend als centrale verdediger, rechtsback en defensieve middenvelder gebruikt en kwam op die manier tot 34 wedstrijden in alle competities. Op de een-na-laatste speelronde tegen PEC Zwolle (1-0 winst) was Heerkens voor het eerst aanvoerder van Willem II. Dat seizoen kwam het ook tot de halve finale van de beker tegen Feyenoord. Het seizoen erop begon Heerkens als aanvoerder van Willem II, door een langdurige blessure van Jordens Peters. Dat jaar drong Willem II door tot de finale van de KNVB Beker, waarin met 0-4 verloor van Ajax. Dat seizoen werd hij opnieuw 34 keer ingezet op elke positie in de verdediging.
Het seizoen 2019/20 was het beste seizoen voor Willem II sinds het seizoen 1987/88, omdat de Tilburgers als vijfde eindigde. Daardoor maakte Heerkens op 16 september 2020 zijn debuut in de kwalificatie voor de UEFA Europa League tegen Progrès Niederkorn, dat met 5-0 verslagen werd. In de volgende ronde was het Schotse Rangers FC met 4-0 te sterk. Ook in de competitie had Willem II een minder seizoen: het werd veertiende.
Het seizoen 2021/22 begon Willem II sterk met zestien punten na zeven speelrondes. In de zevende speelronde viel Heerkens echter geblesseerd uit, waarna hij vier maanden moest toekijken. In die periode zakte Willem II weg van de derde naar de vijftiende plek. Ook Heerkens kon het tij niet meer keren. Willem II eindigde als zeventiende en degradeerde na acht seizoenen Eredivisie. Een poging om direct te promoveren mislukte. Willem II werd vierde en veroordeeld tot de play-offs, waarin het in de eerste ronde verloor van VVV-Venlo. 
Een jaar later werd Willem II kampioen van de Eerste Divisie. Het stond vanaf speelronde 14 bovenaan en gaf die plek niet meer uit handen. Op 8 mei 2024 kondigde Heerkens aan zijn profcarrière na het seizoen te beëindigen. Twee dagen later werd hij kampioen van de Eerste Divisie door een 3-2 overwinning op Telstar. Als aanvoerder ontving hij vervolgens de kampioensschaal.

## Clubstatistieken
| Seizoen         | Club            | Competitie      | Competitie | Competitie | Beker | Beker | Overig | Overig | Totaal | Totaal |
| Seizoen         | Club            | Competitie      | Wed.       | Dlp.       | Wed.  | Dlp.  | Wed.   | Dlp.   | Wed.   | Dlp.   |
| --------------- | --------------- | --------------- | ---------- | ---------- | ----- | ----- | ------ | ------ | ------ | ------ |
| 2008/09         | Jong PSV        | Eredivisie      | 0          | 0          | 1     | 0     | 0      | 0      | 1      | 0      |
| 2009/10         | Jong PSV        | Eredivisie      | 0          | 0          | 0     | 0     | 0      | 0      | 0      | 0      |
| 2010/11         | Go Ahead Eagles | Eerste divisie  | 25         | 3          | 1     | 0     | 2      | 0      | 28     | 3      |
| 2011/12         | Go Ahead Eagles | Eerste divisie  | 29         | 3          | 3     | 0     | 2      | 0      | 34     | 3      |
| 2012/13         | Go Ahead Eagles | Eerste divisie  | 21         | 2          | 2     | 0     | 6      | 1      | 29     | 3      |
| 2013/14         | Willem II       | Eerste divisie  | 28         | 0          | 1     | 0     | 0      | 0      | 29     | 0      |
| 2014/15         | Willem II       | Eredivisie      | 14         | 1          | 1     | 0     | 0      | 0      | 15     | 1      |
| 2015/16         | Willem II       | Eredivisie      | 10         | 0          | 1     | 0     | 3      | 1      | 14     | 1      |
| 2016/17         | Willem II       | Eredivisie      | 15         | 0          | 1     | 0     | 0      | 0      | 16     | 0      |
| 2017/18         | Willem II       | Eredivisie      | 29         | 0          | 5     | 0     | 0      | 0      | 34     | 0      |
| 2018/19         | Willem II       | Eredivisie      | 28         | 1          | 6     | 0     | 0      | 0      | 34     | 1      |
| 2019/20         | Willem II       | Eredivisie      | 22         | 3          | 3     | 0     | 0      | 0      | 25     | 3      |
| 2020/21         | Willem II       | Eredivisie      | 14         | 0          | 1     | 0     | 1      | 0      | 16     | 0      |
| 2021/22         | Willem II       | Eredivisie      | 19         | 0          | 0     | 0     | 0      | 0      | 19     | 0      |
| 2022/23         | Willem II       | Eerste divisie  | 19         | 1          | 0     | 0     | 2      | 0      | 21     | 1      |
| 2023/24         | Willem II       | Eerste divisie  | 22         | 2          | 2     | 0     | 0      | 0      | 24     | 2      |
| Carrière totaal | Carrière totaal | Carrière totaal | 295        | 16         | 27    | 0     | 16     | 2      | 339    | 18     |